# Potemkinsches Dorf
Als Potemkinsches Dorf (russisch потёмкинская деревня) – meist im Plural als Potemkinsche Dörfer, seltener auch Potemkin’sche Dörfer oder Potjomkinsche Dörfer (erlaubt ist laut Duden auch die Kleinschreibung: potemkinsche Dörfer usw.) – wird Vorgetäuschtes bzw. die „Vorspiegelung falscher Tatsachen“ bezeichnet: Durch materiellen und/oder organisatorischen Aufwand („Attrappen“, Schauspieler usw.) wird die Illusion von vorweisbaren Erfolgen, „heiler Welt“, Wohlstand usw. geschaffen. Die Bezeichnung geht zurück auf die unbewiesene Geschichte, Feldmarschall Grigori Alexandrowitsch Potjomkin habe Kulissen von Dörfern aufgestellt und die vermeintlichen Bewohner von einer zur nächsten transportieren lassen, um Katharina die Große auf einer Reise durch Neurussland über die Entwicklung bzw. den Wohlstand der neubesiedelten Gegend zu täuschen.

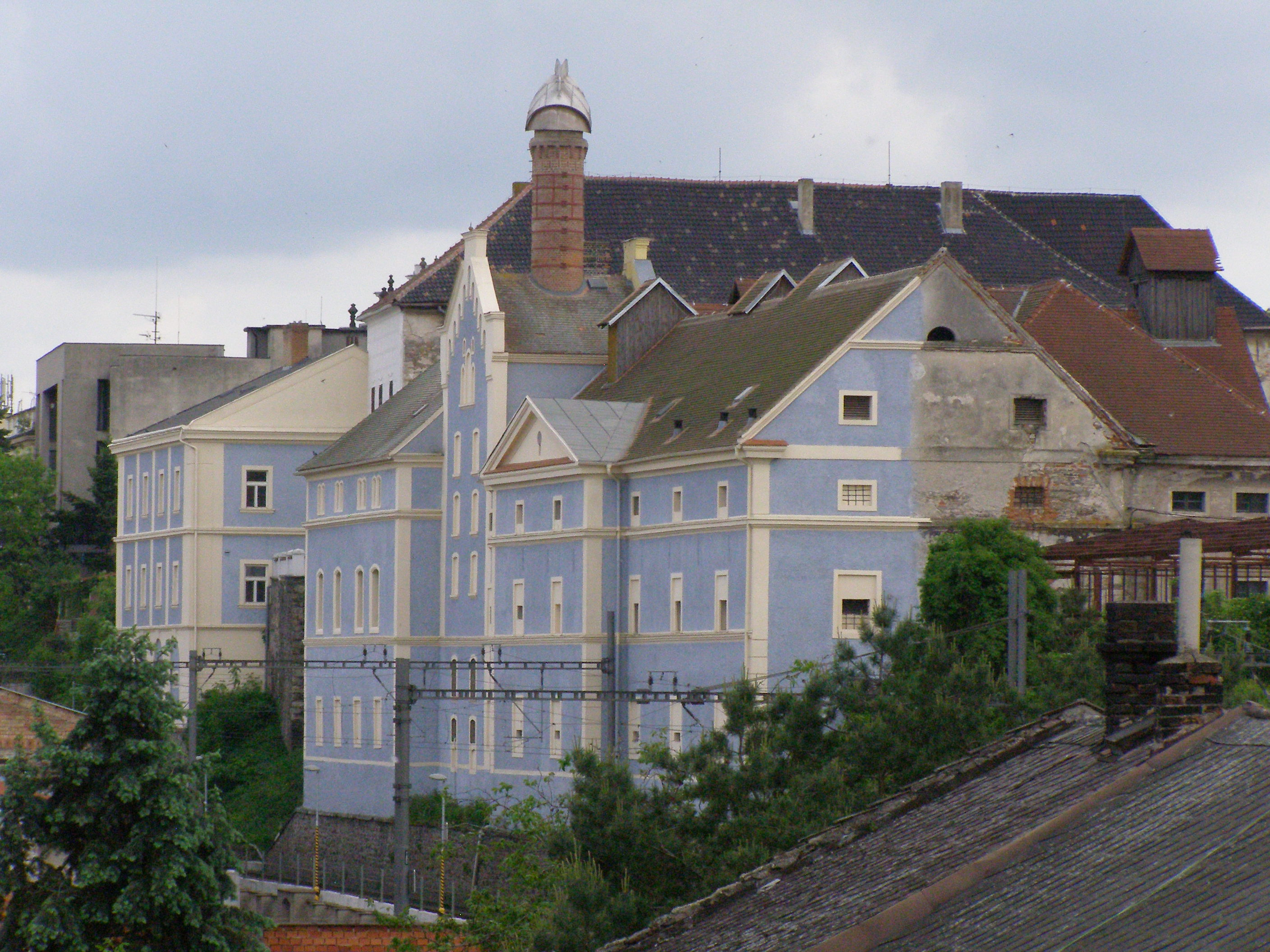
Ehemalige Schlossbrauerei in Kolín, Tschechien: nur die in der Regel sichtbare Seite (zum Elbufer) wurde renoviert, der Rest blieb unberührt

Allgemeiner wird die Bezeichnung heute auch für gut „aussehende“ Objekte benutzt, die einen tatsächlich schlechten Zustand verbergen: Sie wirken ausgearbeitet und beeindruckend, doch fehlt es ihnen an Substanz. Insbesondere wird der Ausdruck zuweilen für Bauwerke oder Siedlungen eingesetzt, die an ihren Schauseiten attraktiv herausgeputzt werden, jenseits davon aber schäbig oder unbewohnt sind, also den Charakter einer Kulissenstadt haben. Anders als in der ursprünglichen Wortbedeutung wird dann also nicht die Existenz einer Sache vorgetäuscht, durchaus aber deren angeblich guter Zustand oder Wohlstand.

## Ursprung

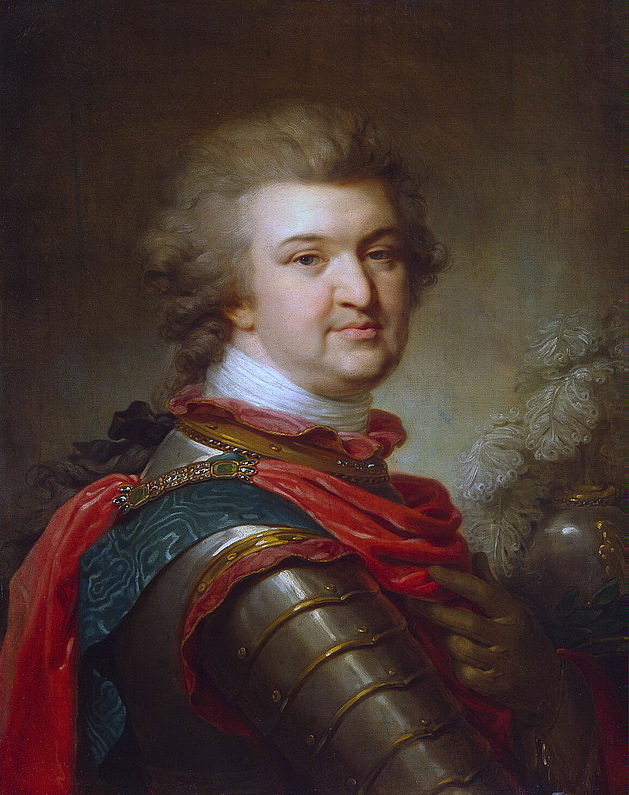
Johann Baptist Lampi der Ältere: Grigori Alexandrowitsch Potjomkin (ca. 1790)

Die Redewendung geht zurück auf eine Erzählung über den Fürsten Potjomkin, die nicht den historischen Gegebenheiten entspricht. Potjomkin, Gouverneur Neurusslands und Liebhaber der Zarin, habe vor dem Besuch seiner Herrscherin im neu eroberten Neurussland im Jahr 1787 entlang der Wegstrecke Dörfer aus bemalten Kulissen errichten lassen, um das wahre Gesicht der Gegend zu verbergen und Aufbauerfolge vorzutäuschen.
Zur Entstehung dieser Anekdote vermuten manche Historiker, sie sei von Gegnern Potjomkins am Hof lanciert worden, die ihm seinen Einfluss auf Katharina geneidet hätten. Als Urheber wird der kursächsische Diplomat Georg Adolf Wilhelm von Helbig genannt, der sie zunächst in seinen Depeschen in Umlauf gesetzt und nach Potjomkins Tod in seiner Biografie Potemkin der Taurier (1809) verewigt habe. Helbig hatte selbst nicht an der Inspektionsreise teilgenommen.
Der Historiker Serhii Plokhy weist darauf hin, dass Katharina sehr wohl Dörfer zu sehen bekam – die Täuschung habe aber nicht darin gelegen, dass diese nur Fassade gewesen wären, sondern dass es von den mittlerweile vertriebenen und verstreuten Kosaken und nicht auf Potjomkins Initiative errichtete Dörfer russischer Siedler gewesen seien.

## Beispiele
Der Historiker und ehemalige Häftling Stanislav Zámečník verglich das Krankenrevier des KZ Dachau mit einem inszenierten Potemkinschen Dorf. In den Anfangsjahren des Lagers erhielten einige ausgewählte Besucher die Gelegenheit, es im Rahmen einer Führung zu besichtigen, die seine vorgebliche Harmlosigkeit präsentierte.

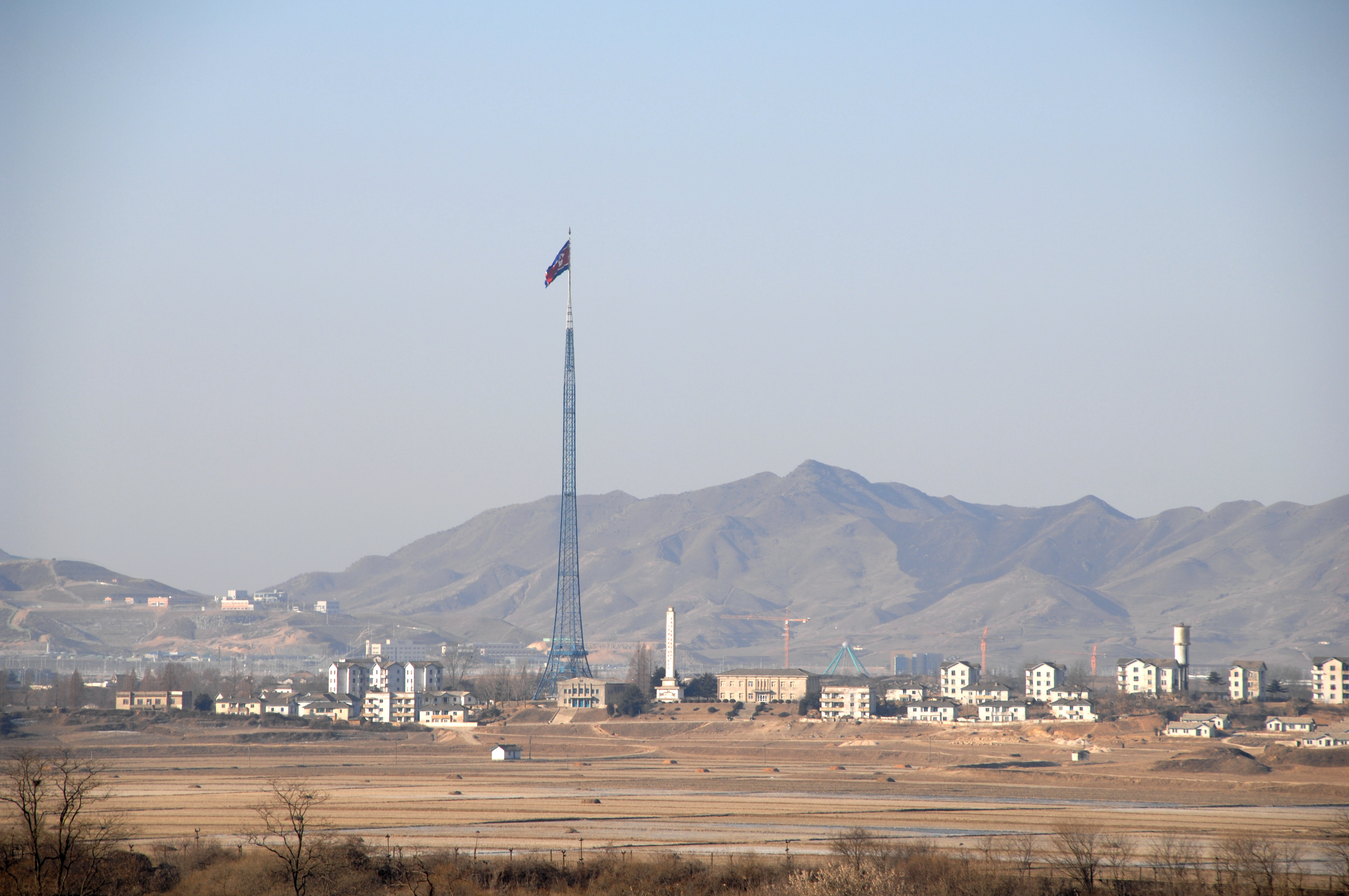
Potemkinsches Dorf? Kijŏng-dong (Nordkorea) soll nach manchen Angaben eine eigentlich unbewohnte Propagandastadt sein

Dem nordkoreanischen Dorf Kijŏng-dong wird nachgesagt, tatsächlich unbewohnt zu sein und einzig Propagandazwecken zu dienen. In der Washington Post wurde es deswegen als „potemkinsches Dorf“ bezeichnet.
Übertragen genutzt wird der Ausdruck etwa von der Sächsischen Zeitung in einem Artikel über Wirtschaftsbetrug (Fake News aus der Infinus-Zentrale): „Seiner [des Anklägers] Ansicht zufolge haben die Manager zu spät, zu wenig oder gar nicht auf dauerhaft renditeträchtige Investments gesetzt, sondern sich mit Pseudo-Geschäften innerhalb des eigenen Firmenkonglomerats über Wasser gehalten. […] So seien potemkinsche Dörfer gebaut worden.“
Ähnlich hieß es 2018 in einer Rezension im Deutschlandfunk: „Mit Halbwahrheiten und angeblichen Fakten werden Theoriegebäude erschaffen, die wie Potemkinsche Dörfer dem flüchtigen Betrachter als Realitätsbeweis genügen.“
„Der Begriff ‚Potemkinsche Dörfer‘ wird [heute] immer dann angewendet, wenn Politikern vorgeworfen wird, dem Bürger etwas vorzumachen,“ übersetzt die Frankfurter Neue Presse den Begriff in die Moderne.
Gleichfalls wird der Begriff verwendet, um die Vorgehensweise bei Staatsbesuchen zu beschreiben, Innenstädte oder einzelne Straßenzüge herauszuputzen, um einen positiven Eindruck zu erzeugen.
- So besuchte Bundeskanzler Helmut Schmidt anlässlich eines Staatsbesuchs in der DDR zusammen mit Erich Honecker im Dezember 1981 die Stadt Güstrow. Sie wurden durch Stasi-Mitarbeiter von den Bewohnern Güstrows völlig abgeschirmt. Gemäß den Vorstellungen Honeckers wurde das Bild „eines glücklichen Volkes in heimeliger Adventsstimmung“ inszeniert.[10] Die meisten „Besucher des Weihnachtsmarktes“ waren in Zivil gekleidete Mitarbeiter des Ministeriums für Staatssicherheit (MfS) mit dem Auftrag, eine festliche Atmosphäre zu verbreiten und Erich Honecker zuzujubeln. 35.000 Sicherheitskräfte waren im Einsatz: 14.000 vom MfS, 21.000 von der Volkspolizei. Es gab 81 Haftbefehle, 11.000 Personen standen drei Tage lang unter Kontrolle, 4.500 Wohnungsuntersuchungen wurden durchgeführt.[11] Für die Stunden des Schmidt-Besuches wurde die Stadt in ein Potemkinsches Dorf verwandelt.[12][13] Die eigentlichen politischen Gespräche hatten zuvor im Schloss Hubertusstock stattgefunden.
- Beim Staatsbesuch von Nicolae Ceaușescu 1988 in Erfurt wurde die der Straße zugewandte Seite des Erfurter Opernhauses gestrichen, während die nicht sichtbaren Seiten der Oper in ihrem schlechten Zustand verblieben.
- Für den G-8-Gipfel im nordirischen Enniskillen im Juni 2013 ließ die britische Regierung leerstehende Geschäftslokale mit Fototapeten bekleben, um geschäftiges Treiben vorzuspiegeln.[14]
- 2020 ist laut Medienangaben bekannt geworden, dass der Ex-Wirecard-Vorstand Jan Marsalek Wirtschaftsprüfer mit Kulissen von Bankzweigstellen und Schauspielern getäuscht haben soll.[15]

## In der Popkultur und Fotografie
Die kanadische Punkband Propagandhi veröffentlichte 2005 ein Album mit dem Titel Potemkin City Limits (dt. „Potemkinsche Stadtgrenzen“), welches auf Potemkinsche Dörfer wortspielreich Bezug nimmt. Das Cover zeigt dementsprechend spielende Kinder auf einer Stadtkulisse, welche mit Straßenkreide auf Asphalt gemalt wurde. Ein gleichnamiger Song erschien 2009 auf dem Nachfolgealbum Supporting Caste.
Neuere Arbeiten der Fotokunst greifen das Thema Potemkinsche Dörfer ebenfalls auf.